# Flemming Hansen (Handballspieler, 1948)
Flemming Ladefoged Hansen (* 11. September 1948 in Fredericia, Dänemark; † 14. Juli 2013 ebenda) war ein dänischer Handballspieler, der für die dänische Nationalmannschaft auflief.

## Karriere
Hansen spielte beim dänischen Erstligisten Fredericia KFUM. Mit Fredericia gewann er mehrfach die dänische Meisterschaft und war in den Spielzeiten 1970/71, 1971/72, 1972/73, 1973/74, 1974/75 und 1975/76 der erfolgreichste Torschütze der Håndboldligaen.
Hansen bestritt am 20. Juli 1968 sein erstes Länderspiel für die dänische Nationalmannschaft. Der Däne nahm an den Olympischen Spielen 1972 in München teil. Am 25. Januar 1977 bestritt Hansen sein letztes von insgesamt 75 Länderspielen, in denen er 359 Tore warf.